# Asplenium newmanii
Asplenium newmanii är en svartbräkenväxtart som beskrevs av Carl Bolle. Asplenium newmanii ingår i släktet Asplenium och familjen Aspleniaceae. Inga underarter finns listade.